# Mamavirus
Mamavirus è un grande virus, di lunghezza superiore a diverse specie batteriche, che può essere esso stesso infettato da un virus. Parente del Mimivirus, ai tempi della sua scoperta all'inizio degli anni novanta venne semplicemente inserito in un deposito criogenico, in quanto si credette di avere a che fare con una specie di batterio. Nel 2003, un team di scienziati scoprì invece che si trattava di un virus, membro di una supposta famiglia di grandi virus ancora da scoprire.